# Urostola magica
Urostola magica là một loài bướm đêm trong họ Geometridae.